# Pierre Levée de Berthegille
Pour les articles homonymes, voir Pierre levée.
La Pierre levée de Berthegille ou Pierre levée de Berthegrille est un dolmen situé à Sablonceaux, dans le département de la Charente-Maritime en France.

## Protection
L'édifice est classé au titre des monuments historiques en 1937.

## Description
Le dolmen est ruiné. La table de couverture est renversée et repose en partie sur le sol. Deux autres dalles sont encore visibles. Deux pierres, dont la table de couverture, sont de couleur rouge,la troisième de couleur blanche.